# Водолюби
Родина Водолюби (Hydrophilidae) є найчисельнішою та найрізноманітнішою за кількістю видів і життєвих форм в межах надродини Водолюбових (Hydrophiloidea). Світова фауна — за застарілими, але досі не оновленими даними 2011 року — охоплює 2835 видів із 169 родів зі всесвітнім поширенням. В Палеарктиці — 812 видів, у Європі — 179 видів. Для території України відомо 92 види з 19 родів.

## Філогенетичне походження[4]
На підставі молекулярного аналізу (який знаходить підтвердження в інших методах порівняння) в родині водолюбів виділено два клади, перший складається з Berosini, Laccobiini, Hydrophilini, Hydrobiusini та Amphiopini, а другий складається з решти Hydrophilidae. В межах Hydrophilinae Amphiops вважається сестринським для решти таксонів, причому останній клад сильно розділений. Hydrophilini та Berosini відокремлені з високою підтримкою. Laccobiini було розділено як дві послідовно розгалужені клади: більш рання розбіжна клада («група Laccobius») припускає, що рід Laccobius є сестринським для клади, яка містить роди Arabhydrus, Pelthydrus, Hydrophilomima, Oocyclus Sharp і Ophthalmocyclus. Цікаво, що сам рід Oocyclus розглядається як поліфілетичний, причому представники Старого та Нового Світу утворюють незалежні клади. Останній розбіжний клад групи Laccobius («група Paracymus») включає рід Scoliopsis, а також роди Tormus і Paracymus. Негідрофільний клад Chaetharthriini+Anacaenini («група Chaetarthriinae») визначений як сестринський для решти таксонів. Chaetarthriini (за винятком Amphiops) розділені як два послідовно розгалужені клади, перший містить Chaetarthria та Thysanarthria, а другий містить Hemisphaera та Guyanobius. Anacaenini (за винятком Notionotus і Paracymus, але включно з Horelophinae) слабко визначено як монофілетичний. Horelophus сильно підтриманий як член Anacaenini і поміщений як сестринський до клади, що складається з Crenitis і групи видів Anacaena suturalis. Нове угруповання (Enochrus + Notionotus) + (Cymbiodyta / Helocombus) (підродина Enochrinae) було однозначно визначено як монофілетичне і сестринське для решти Acidocerini (включаючи Horelophopsinae) + Sphaeridiinae в традиційному розумінні, кожен з яких також підтриманий. У традиційній лінії Sphaeridiinae австралійські триби Rygmodini, Tormissini, Andotypini та Borborophorini були визначені як монофілетична сукупність і сестринські для решти Sphaeridiinae. Megasternini, Sphaeridiini, Protosternini та Coelostomatini (за винятком Badioglobus) були чітко визначені як монофілетичні. Omicrini не був чітко визначений як монофілетичний, а як дві послідовно розгалужені клади в основі неавстралійських Sphaeridiinae.

## Морфологічні ознаки[5]

### Імаго

#### Аутапоморфні ознаки[6]
Наступні ознаки дорослих особин, ймовірно, є аутапоморфією родини:
- бічні краї передньоспинки утворюють безперервну опуклу лінію з надкрилами,
- поверхня передньоспинки рівномірно структурована,
- передні гомілки з двома крайніми рядами шипів тісно зібрані (за винятком Pelthydrus),
- епіплевра вертикальна,
- стегна з валиками, що визначають гомілкові борозни,
- метавентрит з більш-менш чітко вираженою піднятою середньою частиною
- наявність однієї довгої щетинки на апікальному пальпомері губи
- наявність довгої щілини прококсальної порожнини.

#### Зовнішня будова
Форма тіла від довгасто-овальної до дуже широкоовальної; бічний контур між передньоспинкою та надкрилами зазвичай не переривається; передньоспинка найширша біля основи.

##### Голова
Голова зазвичай злегка нахилена, але сильно відхилена у Berosini і Chaetarthriini. У кількох родів очі вирізні (повністю розділені на черевну та дорсальну частини у Amphiops, у Quadriops і в деяких видів Anacaena). Головна капсула лише слабо звужена за очима, рідко з валиком, що відмежовує очі від скронь. Наличник опуклий, із зрізаним або злегка увігнутим переднім краєм; кути широко заокруглені або різко кутасті, покривають основи вусиків, за винятком деяких Sphaeridiinae. Щетинкоподібні точки (трихоботрії) присутні на кліпеусі, лобі та переднеспинці, часто розподілені у вигляді чітких візерунків (кола, групи, лінії). Шви на голові дуже тонкі. Губа зазвичай передньо-медіально вирізана і звужена до основи, іноді зі щетинками, спрямованими вперед близько до переднього краю, бахроми щетинок відсутні на бічних краях. Вусики з 7-9 сегментів, зазвичай набагато коротші за ширину голови; скапус як правило короткий, ніжка зазвичай не товща лопатки; чашечка добре диференційована; булава нещільно сегментована, сильно асиметрична у деяких Hydrophilini. Мандибули зазвичай добре розвинені, але невеликі і слабо склеротизовані; значною мірою або повністю покриті губою в стані спокою; зовнішні краї від майже прямих до сильно вигнутих, бічні та передні краї утворюють тупий кут; внутрішній край із сильним зубцем у деяких Hydrobiusini; вершина проста, двороздільна (Chaetarthriinae, Laccobiini та Hydrophilini) або навіть трироздільна (Berosini); трубчасті залози відсутні. Нижня щелепа (максилла) складається зі звичайних елементів; галеа зазвичай зі щетинками на дистальній частині, вигнутими та розташованими правильними рядами (фімбрії); щетинки як правило досить короткі; нижньощелепні щупики довжиною в 1/3-2 рази довші за ширину голови; пальпомер 2 потовщений. Ментум із паралельними або злегка зближеними бічними краями; прементум зазвичай короткий; губні щупики приблизно такої ж довжини, як ментум; пальпомер 2 з кількома апікальними щетинками у внутрішньому та зовнішньому куті, іноді з більшою кількістю щетинок, які утворюють ряд на внутрішньому краї (деякі Hydrophilini); пальпомер 3 зазвичай такий же довгий, як 2 або трохи коротший, асиметричний з менш опуклим внутрішнім краєм, рідко майже симетричний; майже завжди з довгими субапікальними щетинками на зовнішній стороні; Sphaeridiinae з губними щупками коротшими або значно коротшими за ментум; пальмомер 2 із субапікальним віночком із щетинок; пальпомер 3 з більш-менш численними щетинками на вершині; зазвичай стрункішими за 2, а також більш-менш симетричними та циліндричними, з менш опуклим внутрішнім краєм. Гула, як правило, добре розвинена, зазвичай слабо або помірно звужена спереду; гуларні шви субпаралельні і щільно зближені в передній половині. У деяких Anacaenini та більшості Sphaeridiinae голова з коротким реберцем, що підіймається від задньосереднього кута ока.

##### Передньогруди
Передньоспинка майже завжди рівномірно опукла і зазвичай рівномірно пунктована; іноді з малюнком грубіших щетинкових точок (трихоботрій) на бічних частинах; присутній додатковий гребінь, часто менше 2/3 ширини заднього краю передньоспинки. Передня частина грудини варіюється від добре розвиненої до надзвичайно вузької перед прококсами, часто з характерною формою серединного відростка; Hydrophilus і представники споріднених родів з дуже помітним серединним відростком, медіально піднятими, каринатними, виїмчастими або загостреними, або в деяких випадках з борозною на задньому краї. Вусикові борозенки присутні лише в деяких Sphaeridiinae. Прококсальні порожнини зазвичай відкриваються ззаду, але майже закриті у Sphaeridiini та Megasternini. Прококсальна щілина зазвичай довга і вузька, але коротка у Berosini. Бічна гола частина гіпомерона часто чітко відокремлена від опушеної частини, але не обмежена гострим ребром.

##### Середньо- і задньогруди
Плечові кути завжди помітні. Мезовентрит зрощений з анепістерною та має порожнини для прийому прококсів у багатьох Sphaeridiinae; у більшості інших таксонів сильно звужений спереду і лише дуже вузько досягає переднього середньогрудного краю; рідко майже плоский, як правило медіально піднятий (помітно в деяких Hydrophilini) та утворює «площадку» різної форми у Megasternini, із серединною ямкоподібною канавкою у Limnoxenus. Mesocoxae зазвичай поперечні та косі. Надкрила часто з чіткими смугами або регулярними рядами точок, але іноді тільки з шовними смугами; часто десять поздовжніх смуг або рядів точок та/або з субсерійно розташованими трихоботріями в альтернативних проміжках 3, 5, 7, 9 та 11, які також видно з черевної сторони надкрил; край надкрила помірно або чітко виражений; вентральна поверхня без кутикулярної складки; епіплеври та псевдоепіплеври, як правило, добре розвинені, зазвичай косі до майже вертикально похилих; псевдоепвплеври дуже вузькі. Метавентрит із піднятою середньою частиною, яка може виступати вперед між мезококсами; задня опуклість або шип над вентральними метакоксальними виростками, присутній у деяких Berosini та Hydrophilini; пара тонких гострих ліній, що розходяться вперед (стегнові лінії) та/або дугоподібний гребінь, наявний у деяких представників Sphaeridiinae. Метакокси зазвичай лише слабо звужені з боків. Анепістерни майже завжди добре помітні, вертикальні.

#### Крила
Задні крила з найбільшою шириною зазвичай проксимальніше медіокубітальної петлі, але іноді (наприклад, у багатьох Sphaeridiinae) дистальніше; радіус часто роздвоюється проксимально, зменшений проксимальніше радіомедіальної поперечної жилки у більшості Sphaeridiinae, у Berosini та у Chaetarthriini; радіомедіальна поперечна жилка, що піднімається від основи, середньої або дистальної половини пігментованої ділянки (лише від базальної половини у Sphaeridiinae); медіа відмінна на деякій відстані проксимальніше радіомедіальної поперечної жилки, за винятком Megasternini; ліктьова шпора піднімається від верхівки медіокітальної петлі; базальна комірка в нормі чітка (мала у Megasternini); клиноподібна комірка та яремна частка завжди присутні у Hydrophilinae, нечіткі або навіть відсутні у деяких Sphaeridiinae.

#### Ноги
Стегна у більшості родів з гомілковими борознами; середні і задні стегна часто з більш-менш розвиненим гідрофобним опушенням на вентральній поверхні, рідше голі; загалом досить товсті, часто сплощені, часто менш ніж у 3 рази довші за ширину; передньобазальний кут задніх стегон вільно виступає; гомілки від циліндричних до широко сплощених, не пилчасті, верхівкові шпори зазвичай добре розвинені; шипи на зовнішньому краї як правило тонкі та довгі, рідко міцні, зазвичай утворюють чітко визначені нерівновіддалені ряди, але іноді (зокрема у Hydrophilus) розташовані нерівномірно; бахроми плавальних волосків іноді присутні на середніх та задніх гомілках (більшість Hydrophilinae) або лише на середніх (Amphiops); лапки зазвичай 5-членикові, але у самців Berosus присутні лише чотири протарсомери; 1-й членик задніх лапок зазвичай коротший ніж 2-й, але довший у багатьох Sphaeridiinae; відсутній у Cymbiodyta; емподій зазвичай двощетинковий, рідше багатощетинковий (наприклад, Hydrophilus), часто з рядами маленьких колючок, але з тонкими, іноді досить густо розташованими волосоподібними щетинками у багатьох Sphaeridiinae; бахрома довгих плавальних волосків на дорсальній стороні середніх і задніх лапок присутня в деяких випадках; передні лапки деяких Chaetarthriinae та Hydrophilinae (Berosini, Laccobiini та Hydrophilini) мають вторинні ознаки у самців.

#### Черевце
Черевні стерніти (вентрити) без помітних поверхневих структур (наприклад, відбитків); кількість видимих вентритів зазвичай п'ять (Sphaeridiinae), рідко чотири (деякі Berosini: Allocotocerus і Regimbartia) або шість (Laccobius і деякі Berosus). Перший видимий стерніт іноді має поздовжні килі, зазвичай такий же довгий, як другий або трохи коротший. Задній край VII стерніту в нормі просто заокруглений або вирізаний на верхівці. Останній видимий стерніт з апікальним зубцем у Regimbartia та Allocotocerus. Бока стерніту III з косоребристою ділянкою в Berosini.

### Личинки
Личинки характеризуються сильно склеротизованою прогнатною або гіперпрогнатною головою та значною мірою несклеротизованим постцефальним тілом, як правило — з добре розвиненими грудними ніжками та спіракулярним атріумом, утвореним VIII та IX черевними сегментами.

#### Голова
Головна капсула дещо сплощена дорсовентрально, від субовальної до під чотирикутної, на дорсальній стороні, зазвичай гіперорганна. Кліпеолабрум від симетричного до сильно асиметричного; носова частина відсутня, слабо розвинена (наприклад, Tropisternus, Hydrophilus, деякі Berosus) або сильно виступає (наприклад, Phaenonotum, Hydramara, Agraphydrus, Hydrocassis, Crenitis); у більшості випадків з декількома проекціями, іноді виглядає як неправильно зубчастий край (наприклад, Enochrus, Cymbiodyta, Helochares, Horelophopsis); бічні частки епістому добре розвинені, коротші або виступають далі носової частини, сильно асиметричні у деяких видів (наприклад, Berosus, Hemiosus, Laccobius, Oocyclus), причому ліва частка є дужою часткою, яка покриває основу мандібули, а права — слабко розвиненою. Лобові лінії добре розвинені у личинок першого та другого віку, Y-подібні, U-подібні, субпаралельні або ліроподібні, зближуються або не збігаються біля основи голови; вінцевий шов відсутній або наявний, якщо він присутній, зазвичай дуже короткий.
Гуларний склерит редукований, представлений майже зрощеними гуларними швами. Потиличний отвір широкий. Шийні склерити відсутні або присутні. На кожній стороні голови присутні шість або менше простих оченят; оченята іноді зрощені в одну або дві очні ділянки. Задні тенторіальні борозни майже прилеглі, розташовані в середній вентральній частині головної капсули; тенторіальний місток тонкий і U-подібний (у більшості Hydrophilidae) або відсутній (Sphaeridiinae).
Вусики розташовані на дорсальній стороні голови, чітко зсунуті мезально, основа повністю закрита дорсальною стінкою головної капсули; складається з трьох сегментів, від коротких (багато Sphaeridiinae) до досить довгих (Hydrophilini, деякі Berosinae); перший антеномер зазвичай довший за другий і третій; антеномер 2, що несе сенсорний відросток різної довжини, іноді такої ж довжини, як антеномер 3, іноді значно коротший або навіть зменшений; антеномер 2 базально розділений у деяких Hydrophilini (наприклад, Hydrophilus), тому антеназдається 4-сегментованою.
Верхні щелепи (мандибули) серпоподібні, від симетричних до сильно асиметричних; верхівка проста; область різця зазвичай з одним-трьома зачіпками, або ретинакулами (втрачено у деяких Sphaeridiinae); внутрішній край верхньої щелепи частково зазубрений у деяких родів; пеніцил і мола відсутні. Верхньощелепна борозна є, але неглибока.
Нижня щелепа (максилла) більш-менш тонка, схожа на антену, складається з кардо, стіпесу, 4-сегментованого пальпа та, можливо, галеї; суглоб між кардо та стіпесом відсутній (Beutel 1999); внутрішньощелепна рухливість знижена; кардо поділяється на кілька склеритів (часто три); стіпеси зазвичай найбільші і найдовші, дещо сплощені дорсовентрально і трубчасті; у багатьох родів стіпеси з кутикулярними шипами на дорсальній і мезальній поверхні (наприклад, Laccobius, Crenitis) або опушені (наприклад, Megasternum, Cercyon); щупики 4-сегментні; перший пальпомер (= пальпіфер) різної довжини, зазвичай короткий, але в деяких родах майже такий же довгий, як інші пальпомери разом (наприклад, Paracymus, Crenitulus, Crenitis); 2-4 пальпомери короткі; перший пальпомер із невеликим внутрішнім відростком, ймовірно, видозмінена галея. М'язи кардо-тенторіальний а стіпес-тенторіальний розташовані поздовжньо і горизонтально.
Губа складається з субментуму, ментуму та передментуму; субментум, зрощений з головною капсулою, відокремлений швом і внутрішнім валиком від суміжних її ділянок, субтрикутної або субп'ятикутної форми; ментум підчотирикутний, у деяких родів (наприклад, Crenitis, Derallus Hydrobius, Hydrocassis тощо); прементум підпрямокутний, що несе 2-члениковий щупик; лігула відсутня (наприклад, Berosus, Cercyon) або добре розвинена, іноді дорівнює пальпі (наприклад, Crenitis, Crenitulus, Paracymus); добре розвинена опушена ліва гіпофарингеальна частка присутня у багатьох личинок Sphaeridiinae. Musculus submentopraementalis і M. tentoriopraementalis відходять від V-подібного підборіддя.

#### Груди
Передньогруди великі; передньоспинний щиток розділений сагітальною лінією. Середньо- і заднегрудні тергити менші, від підтрикутної до підовальної форми. Передньоспинна пластинка велика, іноді з сагітальною лінією, із задніми виступами, які з'єднуються з прококсами. Ніжки зазвичай 5-членикові (більшість родів), у деяких випадках зменшені або майже відсутні (наприклад, у Chaetarthria та багатьох Sphaeridiinae).

#### Черевце
Черевце 10-сегментне, зазвичай значною мірою несклеротизоване, за деякими винятками (як у Paracymus, Crenitis, Crenitulus). Сегменти I—IX добре розвинені, але сегмент X зменшений. I—VII сегменти подібні за формою, зазвичай з однією або двома поперечними складками. Сегменти VIII і IX модифіковані, утворюючи спіракулярний атріум, який присутній у більшості личинок (редукований у Berosus і Hybogralius). Сегмент VIII зазвичай з великою дорсальною пластинкою, яка може бути поділена і утворювати дорсальний атріальний клапан. Сегмент IX зазвичай трилопатевий, утворює вентральний атріальний клапан, також несе парні 1-сегментарні урогомфи. Личинки Berosus з бічними трахейними зябрами на кількох сегментах черевця, як правило, на I—VII. Повідомлялося про черевні вентральні проніжки для деяких родів (наприклад, Enochrus, Dactylosternum). У деяких випадках присутні виступи або частки на деяких грудних і черевних сегментах (наприклад, Derallus, Crenitis, Hydrochara). Дихальця присутні на середньогрудному відділі та сегментах черевної порожнини I—VIII, але не функціонують на I—VII сегментах; дихальця VIII зазвичай збільшені, захищені всередині атріума.
Первинна хетотаксія головної капсули та ротового апарату гідрофілоїдних личинок використовувався для порівняння личинок на різних таксономічних рівнях.

### Лялечка
Придатки та мандибули, світлого кольору, зазвичай білі, з червоними або карими очима у дорослих особин. Голова, грудна клітка і черевце зі змінною кількістю грифельків, кожен з яких закінчується щетинкою. Голова зазвичай з однією або двома парами грифельків, але у деяких родів (наприклад, Tropisternus, деякі Berosus) стілуси відсутні.
Груди з численними стілусами, від 16 до 57, зазвичай від 20 до 24 (54-57 у Hydrobiomorpha), більшість з них по краях. Мезо- і метанотум з однією парою грифельків. I сегмент черевця — від однієї до трьох пар. Сегменти черевця II—VII мають від двох до чотирьох пар грифельків у більшості родів, але у Dactylosternum присутні шість пар. VIII сегмент черевця з однією або двома парами. Сегмент IX із парою церків змінної довжини. У деяких родів (наприклад, Derallus, Amphiops) черевні сегменти з I по VII можуть мати плоскі бічні частки.

## Життєвий цикл[5]

### Яйцеві кокони
Кокони яєць різноманітні, складні, а форма в багатьох випадках характерна для роду чи виду. Самки Anacaena відкладають яйця у пухку шовкову павутину, але більшість видів будують двошарові футляри. Перший шар наносить самка безпосередньо на субстрат, де відкладаються яйця; форма цього базального шару різна і може бути плоскою або мішкоподібною. Другий шар покриває і захищає яйця, ізолюючи їх від зовнішнього середовища (водного або наземного). Субстрати, на яких будуються корпуси, відрізняються залежно від середовища проживання дорослих особин. Кількість яєць на один випадок коливається від двох до понад 100. Вона може бути постійною (наприклад, Berosus, Phaenonotum, Derallus тощо) або змінною в межах виду (Tropisternus, Enochrus тощо). Багато видів будують пакети для яєць, які мають щоглу різної довжини та форми, але найчастіше це стрічки, функція яких не повністю зрозуміла. Самки родів Helochares і Helobata несуть яйця під черевцем, прикріпленими до задніх ніг.

### Личинки
Гідрофіліди зазвичай мають три личинкові стадії. Личинки першого віку дуже активні. Зазвичай вони залишають яйцевий кокон після вилуплення. Можливо, це — адаптація, щоб уникнути конкуренції або мінімізувати ризик канібалізму. Загалом, більшість личинок не дуже активні, і лише ті з триби Hydrophilini добре плавають, використовуючи свої ноги, які мають довгі волоски на краях стегон кістки та гомілок; вони також здатні досягати сильних хвилеподібних рухів черева під час плавання. Личинки решти водолюбів зазвичай повзають по субстрату. Деякі водолюби здатні здійснювати сильні поворотні рухи, якщо їх порушити (наприклад, Berosus). Багато наземних видів мають редуковані ноги (наприклад, Cercyon, Cryptopleurum, Pelosoma), що полегшує проникнення в субстрат, в якому вони живуть (гній, рослинний матеріал, що розкладається, тощо).
Личинки хижі, харчуються різними безхребетними, а також дрібними хребетними. Більші за розміром личинки Hydrophilus і Tropisternus полюють на дрібних риб і пуголовків. Існує інформація, що личинки Sphaeridium харчуються гноєм, але це, ймовірно, помилково. Канібалізм поширений серед гідрофільних личинок, що вказує на те, що вони є умовно-патогенними хижаками. Личинки Hydrophilus (Dibolocelus) ovatus полюють виключно на равликів. Виняток із правила становлять деякі личинки Berosus, які харчуються водоростями, але личинки більшості видів цього роду є переважно хижими.
Під час живлення більшість гідрофільних личинок тримають голову майже вертикально над поверхнею води, використовуючи в деяких випадках вусики, ротовий апарат і передні ноги (личинки Tropisternus, маніпулювати здобиччю. Роблячи це, вони виділяють травну рідину, і цей процес перетворює здобич на м'якоть, яку потім проковтують, а всі тверді частини відкидають. Ротовий апарат утворює воронку, через яку травні рідини надходять у передротову порожнину. Личинки Berosus мають іншу стратегію живлення, оскільки вони не маніпулюють здобиччю над поверхнею води. Личинки Berosus ловлять здобич і обертають своє тіло, притискають його до спинної сторони свого черевця, а потім проколюють покриви і вставляють одну або обидві верхні щелепи; коли використовується одна верхня щелепа, це завжди ліва, оскільки вона має внутрішню канавку, через яку проковтується попередньо перетравлена здобич. Як було сказано вище, великі види роду Hydrophilus можуть харчуватися равликами, для чого потрібно зариватися в раковину. Личинки хапають равлика нижньою щелепою, потім відкидають голову, доки равлик не торкнеться дорсальної поверхні черевця: раковина потім розчавлюється між нижньою щелепою, а м'які тканини проковтуються.
Більшість личинок дихають атмосферним повітрям через останню пару VIII черевних дихальців. Ці дихальця великі та кільцеподібні, захищені всередині атріума, утвореного черевними сегментами VIII та IX. Під час занурення клапан закритий, але коли личинка стикається з поверхнею води, вона піднімає верхівку черевця, відкриває клапан і здійснює обмін повітря в трахеальній системі. Решта дихальця на грудях і черевці не функціонують. Личинки Berosus дихають трахеальними зябрами і повністю втрачають дихальце вий атріум. Зябри розташовані збоку на черевних сегментах I—VII, але це різниться в різних видів; їхній покрив дуже тонкий і газообмін відбувається на дистальній половині. Личинки Hemiosus мають зменшенийатріум, а дихальця дуже дрібні і, мабуть, не функціональні; газообмін може відбуватися через кутикулярну поверхню, оскільки всі відомі личинки повільно рухаються і живуть у чистій проточній воді. Личинки Hybogralius також втратили спіракулярний атріум, а також не мають трахейних зябер. Ймовірно, газообмін відбувається через поверхню тіла, як у Hemiosus.
Перед лялькуванням личинки третього віку проходять «передлялечковую стадію», яка триває один або два дні, під час якої вони припиняють харчуватися і стають більш активними, блукаючи і шукаючи відповідне місце для лялькування. Лялькування зазвичай відбувається в комірці, викопаній у вологому ґрунті. Передлялечка риє нору, використовуючи голову та верхню щелепу як лопату, і коли отвір стає достатньо глибоким, починає розширювати внутрішню частину, щоб побудувати камеру лялечки. Деякі види (наприклад, Dactylosternum) можуть використовувати рослинну тканину для побудови комірки лялечки. Повідомлялося, що деякі види Enochrus заляльковуються у воді всередині корпусу з водоростей. Деякі види Cymbiodyta заляльковуються в моху. Лялечка одного виду Derallus повністю відкрита; передлялечка готує гладку ділянку на листках сальвінії, зрізаючи кілька волосків з поверхні перед лялькуванням; єдиним захистом лялечки є її загадкове зелене забарвлення та надзвичайно коротка стадія розвитку, яка триває лише 2 дні.

## Спосіб життя: живлення[5]
Hydrophilidae — безперечно найрізноманітніша родина Hydrophiloidea. Тому не дивно, що вони займають ширший діапазон середовищ існування, ніж інші родинні групи. Багато видів є водними, їх можна знайти як у лотичних, так і в лентичних середовищах, у тимчасових водах, а також у середовищах існування, таких як фітотелмати. Інші види є напівводними або прибережними, а багато інших є наземними (найбільш відомі наземні види належать до підродини Sphaeridiinae). Спосіб життя предків Hydrophilidae, здається, був водним, і перехід до наземного середовища був би похідним станом, оскільки більшість личинки зберігають респіраторні адаптації, наявні у водних видів. Крім того, більшість середовищ, де живуть Sphaeridiinae, мають високий вміст води, який коливається від 73 до 89 % (гній, гнилі рослинні матеріали або гриби, трупи тощо); незважаючи на це, деякі наземні Sphaeridiinae зустрічаються в більш сухих середовищах існування, таких як гнізда мурашок, а дорослих особин Rygmodus приваблюють квіти. Дорослі Cycreon є взагалі полінофагами.
Дорослі особини переважно є падальщиками, харчуючись органічними речовинами, що розкладаються, але деякі більші види можуть полювати на равликів, дрібних риб або пуголовків. Незважаючи на те, що більшість видів живляться рослинним матеріалом і водоростями, для виживання та успішного розмноження часто потрібне регулярне споживання білка. У лабораторних умовах більшість видів легко сприймають їжу для риб у пластівцях. Водні імаго дихають атмосферним повітрям і утримують вентральний повітряний міхур за допомогою щільного гідрофужного опушення (пластрона). Вони також зберігають повітряний резервуар під надкрилами, як це зазвичай буває у водних жуків. Дорослі особини розривають поверхневу плівку за допомогою вусиків, щоб зарядити повітряний міхур, для чого їхня булава вкрита гідрофобним опушенням. Дорослі особини активні навесні та влітку, і більшість видів є сильними літунами. Мало хто з водних видів є хорошими плавцями; більшість цих видів входять до підродини Hydrophilinae, особливо до триб Berosini та Hydrophilini. Решта водних видів зазвичай повзають по субстрату або водним рослинам. Хоча види, які вважаються хорошими плавцями серед Hydrophilidae, не конкурують з іншими водними жуками, такими як Dytiscidae, і їхній спосіб плавання полягає в чергуванні рухів правої та лівої ніг (мезо- та метаторакальний).
Більшість видів є двостатевими, але партеногенез, пов'язаний з хромосомними аномаліями (триплоїдією), і генетичним поліморфізмом повідомлялося для Anacaena lutescens. Парування відбувається в теплу пору року, і у багатьох видів дорослі особини видають «цокання», «цвіркіт» або «гудіння», деякі з цих звуків є частиною шлюбної поведінки. Поведінка залицяння у видів Tropisternus охоплює різні види звуків; вони включають сигнали поклику самців і самок, звуки залицяння, які видають самці, і звуки відмови, які видають несприйнятливі самки. Додатковими звуками, загальними для багатьох родів, є тривожні стрекотіння, які видають як самці, так і самки.
У більшості видів яйця відкладаються в шовкову оболонку або кокон, створений самками. Жіночі гонококсити модифікуються в прядки, а коккон утворюється шовком, що виробляється жіночими допоміжними залозами. Більшість пакетів для яєць мають більш-менш складну структуру і утворюються двома шарами, один нанесений на субстрат і в який відкладаються яйця, другий покриває яйця. Кількість яєць варіює, коливається від двох до понад 100. Більшість видів будують яйцеві коробки безпосередньо на субстраті, але в деяких родів самки несуть яйцеві коробки під черевцем. Деякі з найбільших видів, у межах родів Hydrophilus і Hydrobiomorpha, будують плавальні кокони для яєць, зазвичай використовуючи шматочки плавального листя або рослин як. . Як часто самки здатні відкладати яйця, залежить від різних видів. Наприклад, деякі самки Tropisternus спаровуються і відкладають яйця приблизно кожні 2 тижні; Види Phaenonotum і Berosus здатні відкладати більше одного пакета яєць щотижня протягом періодів, які можуть тривати кілька тижнів. Час розвитку яєць коливається від 2 до 3 днів у деяких наземних видів (наприклад, Cercyon) до приблизно 2 тижнів у деяких водних видів: Tropisternus.
Хижаки Hydrophilidae включають хребетних (риб, птахів і черепах) і безхребетних, головним чином незрілих або дорослих хижих комах (личинки бабок, водяні клопи, дорослі та личинкові водні Adephaga тощо). Деякі народи мають традиції споживання водолюбовими жуками. Личинки Berosus були знайдені в кишечнику птахів пісочників. Уникання хижаків включає крипсис, а личинки Derallus повільно рухаються і мають довгі щетинчасті виступи на грудях і черевці, які служать субстратом для водоростей і детриту, що робить ці личинки менш помітними. Найпростіші (можливо, фонетичні) утворюють зовнішні колонії на дорослих особинах (наприклад, Helochares, Enochrus), як правило, на вентральній поверхні. Відомо також, що кліщі є форетичними або паразитичними на більшості гідрофільних родів. Також повідомлялося про внутрішніх паразитів, наприклад, нематод (наприклад, Hydrophilus, Tropisternus), грегарин (наприклад, Enochrus, Hydrobius, Sphaeridium, Cercyon тощо). Існують комахи-паразити із двокрилих і перетинчастокрилих, які атакують яйця. Трихограматид, який плаває у воді, відкладає яйцеклітини на яйцях Berosus. Ірвін описав ектопаразитоїдів гігантських лялечок Brachinine (Carabidae) принаймні у двох родах: Tropisternus і Berosus. Гриби також розвиваються на водолюбах і вважаються паразитами.

## Класифікація
В застарілому тлумаченні (яке можна знайти у визначниках, виданих до 90-х років попереднього століття) до родини водолюбів відносили всі сучасні роди з надродини водолюбових (окрім Georissus). Іще раніше в склад родини включали також роди Hydraena, Ochthebius, Micragasma та Limnebius і інші споріднені — які зараз в складі окремої родини Hydraenidae входять до складу іншої надродини: Staphylinoidea.
Вагомий внесок у сучасну класифікацію водолюбів зробив Міхаель Гансен (Hansen, 1991). Він же склав Каталог надродини водолюбових світу (1999), який досі не перевидавався. Але ця система була розщроблена переважно на вивченні імаго, а особливості незрілих стадій були мало залучені. З вивченням личинок корекцію систематики водолюбових зробили Рольф Бойтель (Beutel, 1994) Мігель Архангельські (Archangelsky, 1998) Останні додатки та зміни до каталогу запропонували Андре Шорт і Мартін Фікачек (Short, Fikáček, 2011) — і більше з тих пір світовий список не переглядався, хоча він значно застарів. Ті ж автори (Short, Fikáček, 2013) через два роки після перегляду каталогу запропонували нову систему надродини водолюбових, основану як на попередніх даних, так і на молекулярному аналізі подібності таксонів. Ця система є найбільш обґрунтованою і прийнята в провідних виданнях, але не відображена в каталогах на світовому рівні. В той же час, в каталозі водолюбових Палеарктики, який до 2022 року редагував Марек Пржевозни (Przewoźny, 2022), всі новітні дані враховані. Дані про кількість видів у світовій фауні можна зустріти і в монографіях останніх років (Archangelsky et al., 2016), і вони використані в окремих випадках в цьому огляді там, де дані відрізняються від останнього перегляду каталогу, із якого взяті дані про кількість видів у світовій фауні. Кількість видів у Палеарктиці, Європі та Україні взята зі згаданого останнього видання каталогу Палеарктики. Деякі зміни стосовно України наведені згідно останній україномовній публікації (Кравченко, Шатровський, 2023).
В сучасному тлумаченні родина охоплює 7 підродин. Всі вони перелічені нижче разом із короткими відмінними характеристиками, але роди й види надані тільки ті, що зустрічаються в межах Палеарктики. Таксони, присутні на території України, помічені знаком*.
Кількість видів здебільшого наведена згідно з останнім переглядом Світового Каталогу. Для Палеарктики й України — згідно з останньою версією Каталогу водолюбових Палеарктики. Всі ці дані зведені й в останній роботі по водолюбових для території України, деякі з них — оновлені авторами.

## Родина Hydrophilidae Latreille, 1802 (6 підродин, 169 родів, 2932 види)

### Підродина Hydrophilinae (5 триб, 33 роди, 1148 видів)
Характеризується наявністю довгого мезофуркального плеча (потенційна аутапоморфія) і довгих плавальних волосків на середніх і задніх гомілках.

#### Триба Amphiopini (2 роди, 25 видів)
Помірно дрібні, 3-5 мм завдовжки; характеризується сильно опуклим, майже шароподібним габітусом і складними очима, повністю розділеними латеральним кантусом кліпеуса; антени 8-членикові; мезовентрит плоский спереду, піднятий до рівня метавентрита ззаду.
Африка, Мадагаскар, Південно-Східна Азія, північна Австралія; Заходить в Палеарктику в Північній Африці, північному Китаї і Японії.
В Палеарктиці — 7 видів.

##### Рід Amphiops Erichson, 1843 (20видів)
Типовий вид: Cyprimorphus compressus Fairmaire, 1873 (= Coelostoma senegalense Laporte, 1840)
- caristripus Jia, 1994
- coelopunctatus Jia, 2014
- coomani d'Orchymont, 1926
- mater Sharp, 1873
- mirabilis Sharp, 1890
- phallicus d'Orchymont, 1936
- senegalensis (Laporte, 1840)

#### Триба Berosini Mulsant, 1844 (5 родів, 373 видів)*
Зазвичай невеликі, 1,5-5 мм (деякі Berosus сягають до 9 мм); характеризується більш-менш опуклою формою та великими очима, але роди відрізняються від помірно опуклих з подовженими надкрилами, найширшими позаду середини, і чітко виступаючими очима (Berosus) до надзвичайно опуклих і стислих з боків (наприклад, Regimbartia); середні та задні гомілки з дорсальною бахромою довгих плавальних волосків; виразний стридуляційний апарат із щільно розташованими виступами на латеростерніті III; стерніт VII з вираженим прямокутним апікальним вирізом. Добре виражені наступними аутапоморфіями: кліпеус, що контактує з переднім краєм очей (в усіх інших групах Hydrophiloidea — відокремлений від нього невеликою бічною частиною лоба), верхня щелепа з рухомим суглобним відростком на мезальній поверхні, метавентрит із заднесерединною проекцією, що закриває вентральні виростки.
Пошитені по всьому світу; Berosus  — в усіх основних регіонах; Regimbartia, Allocotocerus регіони афротропічний, східний, австралійський. З дуже хорошими здібностями до плавання.
В Палеарктиці — 3 роди й 55 видів

##### Рід Berosus Leach, 1817 (281 вид)*
Типовий вид: Dytiscus luridus Linnaeus, 1760
В Палеарктиці — 45 видів із двох підродів, в Європі — 17, в Україні — 7.

###### Підрід  Berosus Leach, 1817*
Типовий вид: Dytiscus luridus Linnaeus, 1760
- affnis Brulle, 1835
- byzantinus Ganglbauer, 1904
- corrugatus Regimbart, 1906
- dentatis Wu & Pu, 1997
- dispar Reiche & Saulcy, 1856
- fuscostriatus Fairmaire, 1892
- geminus Reiche & Saulcy, 1856*
- guilielmi Knisch, 1924
- hispanicus Kuster, 1847
- insolitus d'Orchymont, 1937
- japonicus Sharp, 1873
- luridus (Linnaeus, 1760)*
- nigriceps (Fabricius, 1801)
- problematicus Schodl, 1993
- pulchellus W.S. MacLeay, 1825
- punctipennis Harold, 1878
- rubiginosus Kuwert, 1890a
- signaticollis (Charpentier, 1825)*

###### Підрід Enoplurus Hope, 1838*
Типовий вид: Hydrophilus spinosus Steven, 1808
- asiaticus Kuwert, 1888
- assamensis Schodl, 1992
- atlanticus Queney, 2007
- atrodorsus Jia & Pu
- bispina Reiche & Saulcy, 1856*
- chinensis Knisch, 1922
- cuspidatus Erichson, 1843
- dentalis İncekara, Mart, Polat, Aydogan, Turken, Ta§ar & Bayram, 2011
- elongatulus Jordan, 1894
- fairmairei Zaitzev, 1908
- acutispina Fairmaire, 1889
- fischeri Schodl, 1993
- frontifoveatus Kuwert, 1888*
- fulvus Kuwert, 1888*
- furcatus Boheman, 1851
- guttalis Rey, 1883
- huangi Jia & Pu, 1997
- incretus d'Orchymont, 1937
- indicus (Motschulsky, 1861)
- indiges Schodl, 1992
- ineditus d'Orchymont, 1937
- jaechi Schodl, 1991
- lewisius Sharp, 1873
- litvinchuki Prokin, 2018
- nipponicus Schodl, 1991
- spinosus (Steven, 1808)*
- tayouanus Ueng, Wang & Wang, 2007
- yunnanensis Jia & Pu

##### Рід Regimbartia Zaitzev, (10 видів)
Типоваий вид: Volvulus inflatus Brulle, 1835
В Палеарктиці — 3 види.
- attenuata (Fabricius, 1801)
- compressa (Boheman, 1851)
- nilotica (Sharp, 1904)

##### Рід Allocotocerus Kraatz, (27 видів)
Типовий вид: Allocotocerus bedeli Kraatz, 1883
В Палеарктиці — 4 види.
- leachii (Hope, 1838)
- narayanus Hebauer, 2002
- striatopunctatus (Laporte, 1840): 57 (Globaria) A: SA ORR
- subditus (d'Orchymont, 1939)a: 105 (Globaria) A: YUN

#### Триба Laccobiini Houlbert, 1922 (11 родів, 474 види)*
Довжина тіла 1,5-7 мм; характеризується наявністю стридуляторного органу на латеростерніті III, відсутністю виїмки на вентриті 5 черевної порожнини та наявністю ряду невеликих дуг, що відокремлюють епіплевру від відносно широкої псевдодепіплеври.
Поширені в усіх регіонах.
В Палеарктиці — 6 родів, 187 видів

##### Рід Pelthydrus d'Orchymont d'Orchymont, 1919 (63 види)
Типовий вид: Pelthydrus sculpturatus d'Orchymont, 1919
В Палеарктиці — 27 видів із двох підродів.

###### Підрід Globipelthydrus Schonmann, 1994
Типовий вид: Pelthydrus jendeki Schonmann, 1994
- championi d'Orchymont, 1926
- dudgeoni Schonmann, 1994
- grossus Bian, Schonmann & Li, 2009
- horaki Schonmann, 1994
- longifolius Bian, Schonmann & Li, 2009
- okinawanus Nakane, 1982
- rosa Bian, Schonmann & Li, 2009
- schoenmanni Zhu, Ji & Bian, 2019
- subgrossus Bian, Schonmann & Li, 2009
- vietnamensis Schonmann, 1994
- waltraudae Bian, Schonmann & Li, 2008AI
- yulinensis Bian, Schonmann & Li, 2009

###### Підрід Pelthydrus d'Orchymont, 1919
Типовий вид: Pelthydrus sculpturatus d'Orchymont, 1919
- angulatus Bian, Schonmann & Li, 2008
- fenestratus Schonmann, 1995
- inaspectus d'Orchymont, 1926
- incognitus Schonmann, 1995
- insularis Schonmann, 1995
- japonicus Satô, 1960
- jengi Schonmann, 1995
- madli Schonmann, 1995
- minutus d'Orchymont, 1919ORR
- nepalensis Schonmann, 1995
- ruiliensis Zhu, Ji & Bian, 2018
- sculpturatus d'Orchymont, 1919
- speculifer Schonmann, 1995
- tongi Bian, Schonmann & Li, 2008
- vitalisi d'Orchymont, 1926

##### Рід Laccobius Erichson, 1837 (262 види)*
Типовий вид: Chrysomela minuta Linnaeus, 1758
В Палеарктиці — 142 видb, в Європі — 43, в Україні — 16.

###### Підрід Compsolaccobius Ganglbauer, 1904*
Типовий вид: Hydrophilus decorus Gyllenhal, 1827
- decorus (Gyllenhal, 1827)*

###### Підрід Glyptolaccobius Gentili, 1989
Типовий вид: Laccobius affinis Knisch, 1927
- affinis Knisch, 1927
- almoranus Gentili, 1995
- arabicus Gentili, 1980
- bacchusi Gentili, 1979
- celsus Gentili, 1989
- confusus Gentili, 1996
- cribratus Gentili, 1989
- cyclicus Gentili, 1996
- egregius Gentili, 1995
- eliogentilii Hebauer, 2002
- fuscus Gentili, 1995
- globulus Gentili, 1995
- guttalis Gentili & Fikáček, 2009
- hainanensis Jia, Gentili & Fikáček, 2013
- hanka Gentili & Fikáček, 2009
- imperialis Knisch, 1924
- incisus Gentili, 1989
- inermis Gentili, 1995
- jaechi Gentili, 1988
- josef Gentili & Fikáček, 2009
- kumaonicus Gentili, 1988
- martini Jia, Song & Gentili, 2013
- masatakai Kamite, Ogata & Hikida, 2007
- moriyai Kamite, Ogata & Hikida, 2007
- motuoensis Jia, Chen & Fikáček, 2019
- munus Gentili, 1995
- nitidus Gentili, 1984
- patruelis Knisch, 1924
- politus Gentili, 1979
- regalis Knisch, 1924b
- qinlingensis Jia, Gentili & Fikáček, 2013
- schawalleri Gentili, 2003
- sharmai Gentili, 1995
- silvester Gentili, 2006
- yinziweii Zhang & Jia, 2017
- yunnanensis Gentili, 2003

###### Підрід Hydroxenus Wollaston, 1867
Типовий вид: Hydroxenus subpictus Wollaston, 1867
- femoralis femoralis Rey, 1885
- femoralis mulsanti Zaitzev, 1908
- hingstoni d'Orchymont, 1926
- jumlanus Gentili 2015
- leucaspis Kiesenwetter, 1870
- revelieri Perris, 1864
- subpictus erlangeri Regimbart, 1905
- zugmayeri Kniz, 1910

###### Підрід Notoberosus Blackburn, 1895
Типовий вид: Notoberosus zietzi Blackburn, 1895
- pommayi Bedel, 1881

###### Підрід: Laccobius Erichson, 1837*
Типовий вид: Chrysomela minuta Linnaeus, 1758
- albipes Kuwert, 1890*
- binotatus d'Orchymont, 1934
- cinereus Motschulsky, 1860*
- colon (Stephens, 1829)*
- exspectans Gentili, 1980
- inopinus Gentili, 1980
- kunashiricus Shatrovskiy, 1984
- minutus (Linnaeus, 1758)*
- nobilis Gentili, 1979
- shengshanensis Peng, Ji & Bian, 2019

###### Підрід: Microlaccobius Gentili, 1974*
Типовий вид: Laccobius gracilis Motschulsky, 1855
- algiricus M. Hansen, 1999
- alternus Motschulsky, 1855*
- andersi Hebauer, 2002
- argillaceus J. Sahlberg, 1900
- cretaeus Gentili, 1975
- elegans Gentili, 1979
- exilis Gentili, 1974
- eximius Kuwert, 1890
- florens Gentili, 1979
- formosus Gentili, 1979
- fragilis Nakane, 1966
- gangeticus Gentili, 1979
- gracilis gracilis Motschulsky, 1855*
- gracilis sellae Sharp, 1874
- hammondi Gentili, 1984
- harteni Fikáček, Gentili & Short
- hebaueri Gentili, 1989b: 100 N: EG
- himalayanus Gentili, 1988
- hoi Liu & Fikáček, 2021
- indonesiae Gentili, 1979
- kaszabi Chiesa, 1966
- kyrgizicus Gentili, 2003
- laotianus Gentili, 1979
- macrophthalmus Gentili, 1982
- minor (Wollaston, 1867)
- mistus Gentili, 1989
- nakanei Gentili, 1982
- nepalensis Gentili, 1982
- orientalis Knisch, 1924b
- orsenigoi Gentili, 1980
- oscillans Sharp, 1884b
- ovatus Gentili, 1979
- persicus Gentili, 1974
- philipinus Gentili, 2005
- praecipuus Kuwert, 1890
- problematicus Gentili, 1988
- quaesitus Gentili, 1988
- roseiceps Regimbart, 1903
- satoi Gentili, 1989
- shatrovskyi Gentili, 1988
- sinicus Gentili, 1975
- sublaevis J. Sahlberg, 1900
- thermarius jelineki Gentili, 1975
- thermarius thermarius Tournier, 1878
- tonkinensis Gentili, 1979
- yonaguniensis Matsui, 1993

###### Підрід Dimorpholaccobius Zaitzev, 1938*
Типовий вид: Laccobius sulcatulus Reitter, 1909
- aegaeus Gentili, 1974*
- atratus Rottenberg, 1874
- atricolor d'Orchymont, 1938
- atrocephalus atrocephalus Reitter, 1872
- atrocephalus canariensis d'Orchymont, 1940
- azerus Gentili, 2016: 180
- bipunctatus (Fabricius, 1775)*
- chiesai Gentili, 1974
- elmii Gentili & Sadeghi, 2004
- eremita Gentili, 1989
- fresnedai Gentili & Fikáček, 2015
- gloriana Gentili & Ribera, 1998
- halophilus Gentili, 1982
- hauserianus Kniz, 1914
- hindukuschi Chiesa, 1966
- hispanicus Gentili, 1974
- hoberlandti Gentili, 1982
- hopaensis Mart, İncekara & Erman, 2003
- kashmirensis d'Orchymont, 1943d
- levantinus Balfour-Browne, 1939
- lycius Gentili & Whitehead, 2000
- meridionalis Gentili, 1974
- moraguesi Regimbart, 1898
- neapolitanus Rottenberg, 1874
- obscuratus Rottenberg, 1874*
- sculptus d'Orchymont, 1935
- scutellaris Motschulsky, 1855*
- siculus Gentili & Rocchi, 2017
- simulans d'Orchymont, 1923
- simulatrix d'Orchymont, 1932*
- sinuatus binaghii Gentili, 1974
- sinuatus sinuatus Motschulsky, 1849*
- sipylus d'Orchymont, 1939
- striatulus (Fabricius, 1801)*
- sulcatulus Reitter, 1909
- syriacus Guillebeau, 1896*
- torbaticus Sadeghi & Gentili, 2004
- varius Gentili, 1975*
- ytenensis Sharp, 1910
- ziguensis Jia, 1997

##### Рід Oocyclus Sharp, 1882 (48 видів)
Типовий вид: Oocyclus brevicornis Sharp, 1882
В Палеарктиці — 6 видів
- bhutanicus Satô, 1979
- dinghu Short & Jia, 2011
- Short & Jia, 2011
- magnificus Hebauer & Wang, 1998
- shorti Jia & Mate, 2012
- sumatrensis d'Orchymont, 1932

##### Рід Paracymus Thomson, 1867 (82 види)*
Типовий вид: Hydrophilus aeneus Germar, 1824
В Палеарктиці — 11 видів, в Європі — 4, в Україні — 1.
- aeneus (Germar, 1824)*
- atomus d'Orchymont, 1925
- chalceolus (Solsky, 1874)
- maximus Peyerimhoff, 1929
- mimicus Wooldridge, 1977
- orientalis d'Orchymont, 1925
- phalacroides (Wollaston, 1867)
- relaxus Rey, 1884
- scutellaris (Rosenhauer, 1856)
- vulgatus Wooldridge, 1977
- zaitzevi Shatrovskiy, 1989

##### Рід Arabhydrus Hebauer, 1997 (1 вид)
Типовий вид: Arabhydrus gallagheri Hebauer, 1997
В Палеарктиці — 1 вид.
- gallagheri Hebauer, 1997

##### Рід Hydrophilomima M. Hansen & Schodl, 1997 (3 види)
Типовий вид: Hydrophilomima jaechi M. Hansen & Schodl, 1997
В Палеарктиці — 1 вид.
- yunnanensis M. Hansen & Schodl, 1997.

#### Триба Hydrophilini Latreille, 1802 (7 родів, 239 видів)*
Розмір варіює в широких межах: 6-50 мм; в основному характеризується апікальною окантовкою з товстих жовтуватих щетинок на задньому краї VII стерніту, часто розташованих у невеликій вирізці (у деяких випадках вторинно зменшеної), сильно тектиформною передньою частиною та загальним килем, утвореним піднятою та злитою серединою частини мезо- і метавентриту.
Hydrophilus і Hydrobiomorpha поширені у всьому світі; Hydrochara — по всьому світу, за винятком регіону Австралії; Sternolophus широко поширений у Старому Світі; Tropisternus — Неарктичний і Неотропічний регіони.
В Палеарктиці — 5 родів, в Європі — 3, в Україні — 2.

##### Рід Sternolophus Solier, 1834 (17 видів)
Типовий вид: Sternolophus rufipes Solier, 1834 (= Sternolophus solieri Laporte, 1840)
В Палеарктиці — 6 видів, в Європі — 1
- acutipenis Nasserzadeh & Komarek, 2017
- decens Zaitzev, 1909
- elongatus Schaufuss, 1883
- inconspicuus (Nietner, 1856)
- rufipes (Fabricius, 1792)
- solieri Laporte, 1840

##### Рід Hydrochara Berthold, 1827 (23 види)*
Типовий вид: Dytiscus caraboides Linnaeus, 1758
В Палеарктиці — 9 видів, в Європі — 5, в Україні — 4.
- affnis (Sharp, 1873)
- caraboides (Linnaeus, 1758)*
- dichroma (Fairmaire, 1892)*
- flavipalpis Boheman, 1851
- flavipes (Steven, 1808)*
- libera (Sharp, 1884)
- semenovi (Zaitzev, 1908)*
- similis (d'Orchymont, 1919)
- vicina Bameul, 1996

##### Рід Hydrobiomorpha Blackburn, 1888
Типовий вид: Hydrobiomorpha bovilli Blackburn, 1888
В Палеарктиці — 9 видів, в Європі — 5.
- occidentalis (Balfour-Browne, 1939)
- spinicollis nordica Mouchamps, 1959
- spinicollis spinicollis (Eschscholtz, 1822)
- wencki (Paulino d'Oliveira, 1880)

##### Рід Brownephilus Mouchamps, 1959 (2 види)
Типовий вид: Neohydrophilus levantinus Balfour-Browne, 1939
В Палеарктиці — 2 види.
- levantinus (Balfour-Browne, 1939)
- major (İncekara, Mart, Polat & Karaca, 2009)

##### Рід Hydrophilus Geoffroy, 1762 (48 видів)*
Типовий вид: Dytiscus piceus Linnaeus, 1758
В Палеарктиці — 16 видів з двох підродів, в Європі — 3, в Україні — 2.

###### Підрід Hydrophilus Geoffroy, 1762*
Типовий вид: Dytiscus piceus Linnaeus, 1758
- acuminatus Motschulsky, 1854
- aterrimus Eschscholtz, 1822*
- bilineatus bilineatus (W.S. MacLeay, 1825)
- bilineatus caschmirensis Kollar & L. Redtenbacher, 1844
- cavisternum (Bedel, 1891)
- dauricus Mannerheim, 1852
- hastatus (Herbst, 1779)
- indicus (Bedel, 1891)
- mesopotamiae (Kniz, 1914)
- olivaceus Fabricius, 1781
- piceus (Linnaeus, 1758)*
- pistaceus Laporte, 1840
- rufocinctus (Bedel, 1891)
- senegalensis (Percheron, 1835)
- sternitalis (Reitter, 1906)

###### Підрід Temnopterus Solier, 1834
Типовий вид: Temnopterus aculeatus Solier, 1834
- aculeatus (Solier, 1834)

#### Триба Hydrobiusini Mulsant, 1844 (8 родів, 45 видів)*
Зазвичай великі за розміром (але деякі види менші: 4-15 мм); характеризується наявністю вирізу вентриту 5 черевної порожнини, обрамленого жорсткими щетинками, а також наявністю точкових рядів і чітких трихоботрій на надкрилах; латеростерніт III зі стридуляційним органом у трьох родах. Краї надкрил є зазубреними в інших трьох родів.
Hydrobius Leach (9 видів): Неарктика і Палеарктика; Hydrocassis Fairmaire (16 видів): східний, палеарктичний; Ametor Semenov, 1900 (5 видів): неарктичний, палеарктичний, східний; Limnoxenus Motschulsky (11 видів): палеарктичний, афротропічний, австралійський, три моноспецифічні роди, що зустрічаються в Австралійському (2 роди) та неотропічному (1 рід) регіонах відповідно. Широкий спектр різноманітних стоячих і проточних прісноводних водойм, рідко у гігропетричних місцях існування, один вид наземний.
В Палеарктиці — 5 родів, в Європі — 3, в Україні — 2.

##### Рід Hydrobis Leach, 1815 (9 видів)*
Типовий вид: Dytiscus fuscipes Linnaeus, 1758
В Палеарктиці — 7 видів, в Європі — 4, в Україні — 2.
- arcticus Kuwert, 1890
- fuscipes (Linnaeus, 1758)*
- pauper Sharp, 1884
- pui Jia, 1995
- punctistriatus Jia, 1995
- rottenbergii Gerhardt, 1872*
- subrotundus Stephens, 1829

##### Рід Limnohydrobius (2 види)
Типовий вид: Hydrobius convexus Brulle, 1835
В Палеарктиці — 2 види, в Європі — 1
- convexus (Brulle, 1835): 282
- orientalis (Jia & Short, 2009)

##### Рід Limnoxenus (11видів)*
Типовий вид: Hydrophilus oblongus Herbst, 1797 (= Hydrophilus niger Gmelin, 1790)
В Палеарктиці — 2 види, в Європі — 2, в Україні — 1.
- niger (Gmelin, 1790)*
- olmoi Hernando & Fresneda, 1994

##### Рід Hydrocassis Fairmaire (16 видів)
Типовий вид: Hydrocassis scapulata Fairmaire, 1878
В Палеарктиці — 18 видів.
- anhuiensis Ji & Schodl, 1998
- baoshanensis Schodl & Ji, 1995
- fujiwari Kamite & Hayashi, 2019
- gansu Jia & Zhao, 2013
- hebaueri Schodl, 2000
- imperialis (Knisch, 1921)
- jengi Satô, 1998
- lacustris (Sharp, 1884
- metasternalis Schodl & Ji, 1995
- mongolica Liu, Ji & Jing, 2008
- pseudoscapha Ji & Schodl, 1998
- scapha d'Orchymont, 1942
- scaphoides d'Orchymont, 1942
- scapulata Fairmaire, 1878
- schillhammeri Schodl & Ji, 1995
- sichuana Ji & Schodl, 1998
- taiwana Satô, 1971
- uncinata Ji & Schodl, 1998

##### Рід Ametor Semenov, 1900 (5 видів)
Типовий вид: Ametor rudesculptus A.P. Semenov, 1900
В Палеарктиці — 5 видів.
- elongatus Ji & Schodl, 1998
- rudesculptus A.P. Semenov, 1900
- rugosus (Knisch, 1924)
- scabrosus (Horn, 1873)
- xizangensis Jia & Zhao, 2013

### Підродина Chaetarthriinae (2 триби, 11 родів, 231 вид)*
Дрібні, 1-5 мм; характеризується короткими мезофуркальними рукавами, вентритом 5 без вирізу, наявністю мезоторакальних анаплевральних швів, відсутніми або значною мірою зменшеними щитковими смугами та апоморфіями личинок. Всесвітньо розповсюджені; переважно водні, в стоячих або повільно поточних водоймах, кілька видів наземних.
В Палеарктиці — 3 роди, в Європі — 2, в Україні — 1.

#### Триба Chaetarthriini (6 родів, 71 вид)*
Довжина тіла 1-5 мм; з яскраво вираженим кулястим габітусом і відносно короткими ногами. Характерна наявність великої та глибокої порожнини з обох боків стерніту III (або III та IV), вкритої бахромою з довгих волосків і заповненої гіаліновою речовиною, ймовірно, секретом залози, яка є дуже незвичайною аутапоморфією триби.
У всіх основних регіонах; Thysanarthria — поширена в Палеарктиці, Афротропічній області та на Сході; Hemisphaera — Палеарктичний і Афротропічний рід; три бідні на види роди в неотропічному регіоні. Трапляються в рослинності біля кромок води, під вологим листям.
В Палеарктиці — 3 роди, в Європі — 3, в Україні — 2.

##### Рід Hemisphaera Pandelle, 1876 (5 видів)
Типовий вид: Hemisphaera infima Pandelle, 1876 (= Hydrobius seriatopunctatus Perris, 1874)
В Палеарктиці — 5 видів.
- guignoti Schaefer, 1975
- miltiadis J. Sahlberg, 1908
- orientalis Jia, Fikáček  & Song, 2013
- seriatopunctata (Perris, 1874)
- socotrana Fikáček, Delgado & Gentili, 2012

##### Рід Chaeterthria Stephens, 1835 (49 видів)*
Типовий вид: Hydrophilus seminulum Herbst, 1797
В Палеарктиці — 9 видів, в Європі — 3, в Україні — 1.
- almorana Knisch, 1924
- chenjuni Jia & Yang, 2020
- indica d'Orchymont, 1920
- kuiyanae Jia, Wang & Aston, 2018
- malickyi Hebauer, 1995
- saundersi d'Orchymont, 1923
- seminulum (Herbst, 1797)*
- similis Wollaston, 1864
- simillima Vorst & Cuppen, 2003

##### Рід Thysanarthria d’Orchymont, 1926 (10 видів)
Типовий вид: Hydrobius atriceps Regimbart, 1903
В Палеарктиці — 8 видів.
- brittoni Balfour-Browne, 1951
- championi (Knisch, 1924)
- chui Fikáček  & Liu, 2019
- madurensis Hebauer, 2001
- persica Fikáček  & Liu, 2019
- saurahana Fikáček  & Liu, 2019
- siamensis Hebauer, 2001
- wadicola Fikáček  & Liu, 2019

#### Триба Anacaenini M. Hansen, 1991 (5 родів, 160 видів)*
Довжина тіла до 4,5 мм; зазвичай з досить компактним, рівномірно округлим, яйцеподібним габітусом; латеральний край верхньої щелепи чітко кутастий, передня частина зазвичай плоска, мезовентрит плоский або ребристий, стридуляційний орган у латеростерніті III відсутній, короткі ноги ледве помітні зверху, відносно довгі шипи присутні на зовнішній стороні середньої та задньої гомілок.
В Палеарктиці — 2 роди, в Європі — 2, в Україні — 2.

##### Рід Crenitis Bedel, 1881 (41 вид з двох підродів)*
Типовий вид: Hydrobius punctatostriatus Letzner, 1840
В Палеарктиці — 21 вид, в Європі — 1, в Україні — 1.

###### Підрід Acrenitis Matsui & Nakane, 1985
Типовий вид: Crenitis osawai Nakane, 1966
- formosana Hebauer, 1994
- nakanei Hebauer, 1994
- neglecta Matsui & Nakane, 1985
- osawai Nakane, 1966
- primorica Hebauer, 1994
- satoi Hebauer, 1994
- tokarana Nakane, 1966

###### Підрід Crenitis Bedel, 1881*
Типовий вид Hydrobius punctatostriatus Letzner, 1840
- aduncata Jia, Tang & Minoshima, 2016
- apicalis (Reitter, 1896)
- convexa Ji & Komarek, 2003
- cordula Hebauer, 1994: 18 A: NP YUN
- hokkaidensis (Nakane, 1966)
- japonica (Nakane, 1963)
- kanyukovae Shatrovskiy, 1989
- lianggeqiui Jia, Tang & Minoshima 2016
- nepalensis Hebauer, 1994
- obovata Jia, Tang & Minoshima 2016
- orientalis Satô, 1979
- punctatostriata (Letzner, 1840)*
- rufula Hebauer, 1994
- shaanxiensis Ji & Komarek, 2003

##### Рід Anacaena Thomson, 1859 (111 видів)*
Типовий вид: Hydrophilus globulus Paykull, 1798
В Палеарктиці — 34 види, в Європі — 9, в Україні — 5.
- asahinai Satô, 1982
- atriflava Jia, 1997
- bipustulata (Marsham, 1802)*
- brachypenis Komarek, 2012
- bulbifera Pu, 1964
- bushiki Pu, 1963
- conglobata (Wollaston, 1854)
- gaoligongshana Komarek, 2012
- gaetanae Bameul, 2001
- gerula d'Orchymont, 1942
- globulus (Paykull, 1798)*
- haemorrhoa (Wollaston, 1864)
- hainanensis Jia, 1997
- jaegeri Komarek, 2006
- jengi Komarek, 2011
- jiafenglongi Komarek, 2012
- laevis d'Orchymont, 1936
- laevoides Komarek, 2006
- lancifera Pu, 1963
- lanzhujii Komarek, 2012
- limbata (Fabricius, 1792)*
- lohsei Berge Henegouwen & Hebauer, 1989
- lushanensis Pu, 1964
- lutescens (Stephens, 1829)*
- maculata Pu, 1964
- marchantiae (Wollaston, 1857)
- pui Komarek, 2012: 261 A: GUI HUB JIX SICH YUN
- rufipes (Guillebeau, 1896)
- schoenmanni Komarek, 2012
- sichuana Komarek, 2012
- smetanai Komarek, 2011
- taurica Ryndevich, 2000*
- wangi Komarek, 2012
- yunnanensis d'Orchymont, 1942

### Підродина Enochrinae Short & Fikáček, 2013 (5 родів, 279 видів)*
Дрібні та середні: 1-7,5 мм; тіло слабо помірно опукле, яйцеподібне. Характеризується такими ознаками:
вентрит 5 черевної порожнини з вирізом або усіченням 
пальпомер верхньої щелепи, відігнутий назовні, і пальпомер 3 з гострим кутом базально (група Enochrus) або мезо- і плесна 4 сегментовані (група Cymbiodyta).
В Палеарктиці — 00 родів, в Європі — 0, в Україні — 0.

##### Рід Cymbiodyta Bedel, 1881 (31 вид)
Типовий вид: Hydrophilus marginellus Fabricius, 1792
В Палеарктиці — 3 види, в Європі і в Україні — 1.
- lishizheni Jia & Lin, 2015
- marginella (Fabricius, 1792)
- orientalis Jia & Short, 2011

##### Рід Enochrus Thomson, 1859 (279 видів)
Типовий вид: Hydrophilus bicolor sensu Gyllenhal, 1808 (= Hydrophilus melanocephalus Olivier, 1793)
В Палеарктиці — 61 вид із 5 підродів, в Європі — 24, в Україні — 13

###### Підрід Enochrus Thomson, 1859*
Типовий вид: Hydrophilus bicolor sensu Gyllenhal, 1808 (= Hydrophilus melanocephalus Olivier, 1793)
- melanocephalus (Olivier, 1793)*

###### Підрід Holcophilydrus Kniz, 1912
Типовий вид: Holcophilydrus ussuriensis Kniz, 1912
- hybridus Hebauer, 2005
- laoticus Hebauer, 2005
- parumstriatus Hebauer, 2005
- simulans (Sharp, 1873)

###### Підрід Hydatotrephis W.S. MacLeay, 1873
Типовий вид: Hydatotrephis mastersi W.S. MacLeay, 1873
- liangi Jia & Zhao, 2007: 252 A: GUI JIX SCH

###### Підрід Lumetus Zaitzev, 1908*
Типовий вид: Hydrophilus melanocephalus sensu Fabricius, 1801 (= Philhydrus fuscipennis Thomson, 1884)
- asiaticus (Kuwert, 1893)
- ater (Kuwert, 1888)*
- bicolor (Fabricius, 1792)*
- blazquezae Arribas & Millan, 2013
- calabricus (Ferro, 1986)
- concii Chiesa, 1965
- convexius Satô, 1977
- falcarius Hebauer, 1991
- fuscipennis (Thomson, 1884)*
- halophilus (Bedel, 1879)*
- hamifer (Ganglbauer, 1901)*
- hispanicus (Kuwert, 1888)
- jesusarribasi Arribas & Millan, 2013
- ochropterus (Marsham, 1802)*
- politus (Kuster, 1849)
- quadrinotatus (Guillebeau, 1896)
- quadripunctatus (Herbst, 1797)*
- risii Arribas & Millan, 2013
- salomonis (J. Sahlberg, 1900)
- segmentinotatus (Kuwert, 1888)*
- sinuatus d'Orchymont, 1937
- subsignatus (Harold, 1877)
- testaceus (Fabricius, 1801)*
- turanicus Schodl, 1998

###### Підрід Methydrus Rey, 1885*
Типовий вид: Hydrophilus affinis Thunberg, 1794
- affinis (Thunberg, 1794)*
- amurensis Hebauer,
- circumductus (Regimbart, 1905)
- coarctatus (Gredler, 1863)*
- crassus (Regimbart, 1903)
- esuriens (Walker, 1858)
- flavicans (Regimbart, 1903)
- fretus d'Orchymont, 1932
- haroldi (Sharp, 1884)
- hesperidum (Sharp, 1870)
- icterus Knisch, 1924
- iteratus (Sharp, 1890)
- japonicus (Sharp, 1873)
- latus (Kuwert, 1888)
- limbourgi Jia & Lin, 2015
- mesopotamiae (Kuwert, 1890)
- morenae (L. Heyden, 1870)
- natalensis (Gemminger & Harold, 1868)
- nigropiceus (Motschulsky, 1861)
- nigritus (Sharp, 1873)*
- nitiduloides (Kuwert, 1888)
- pseudesuriens Jia & Wang, 2010
- puetzi Hebauer, 1995
- ragusae (Kuwert, 1888)
- satomii Nakane & Matsui, 1986
- sauteri d'Orchymont, 1913
- schawalleri Hebauer, 1991
- tetraspilus (Regimbart, 1903)
- uniformis (Sharp, 1884)
- vilis (Sharp, 1884)
- algarum Jia & Short, 2013

##### Рід Notionotus Spangler (16 видів)
Типовий вид: Notionotus rosalesi Spangler, 1972
В Палеарктиці — 4 види.
- attenuatus Jia & Short, 2011
- fenestratus Hebauer, 2001
- notaticollis Hebauer, 2001
- siklisi Hebauer, 2001

### Підродина Acidocerinae Zaitzev, 1908 (21 рід, розподілений між 5 групами родів, нижче не наведених; 546 видів)*[10]
Розмір тіла дуже мінливий, довжина тіла 1,5-11 мм; характеризується наявністю верхівкового вирізу або зрізу вентриту 5 черевної порожнини, верхньощелепного щупику, довшого за голову (у більшості випадків), і дуже короткої фаллобази едеагуса.
В Палеарктиці — 4 роди, в Європі — 2, в Україні — 1.

###### Рід Agraphydrus Regimbart, 1903 (200 видів)
Типовий вид: Agraphydrus punctatellus Regimbart, 1903
В Палеарктиці — 69 видів.
- activus Komarek & Hebauer, 2018
- agilis Komarek & Hebauer, 2018
- anhuianus (Hebauer, 2000)
- annapurnensis Komarek, 2018
- arduus Komarek & Hebauer, 2018
- ater Komarek, 2018
- attenuatus (M. Hansen, 1999)
- audax Komarek & Hebauer, 2018
- bhutanensis Komarek, 2018
- calvus Komarek & Hebauer, 2018
- cantonensis Komarek & Hebauer, 2018
- chinensis Komarek & Hebauer, 2018
- comes Komarek & Hebauer, 2018
- communis Komarek, 2018
- confusus Komarek & Hebauer, 2018
- conicus Komarek & Hebauer, 2018
- connexus Komarek & Hebauer, 2018
- constrictus Komarek, 2018
- contractus Komarek & Hebauer, 2018
- coomani (d'Orchymont, 1927)
- crassipenis Komarek, 2018
- dapengensis Yang & Jia, 2021
- decipiens Minoshima, Komarek & Ohara 2015
- elongatus Ribera, Hernando & Cieslak, 2019
- fasciatus Komarek & Hebauer, 2018
- fikaceki Komarek & Hebauer, 2018
- flavonotus Komarek, 2018
- forcipatus Komarek & Hebauer, 2018
- fujianensis Komarek & Hebauer, 2018
- globipenis Komarek & Hebauer, 2018
- gracilipalpis Komarek & Hebauer, 2018
- hanseni (Satô & Yoshitomi, 2004)
- igneus Komarek & Hebauer, 2018
- indicus d'Orchymont, 1932
- insidiator Minoshima, Komarek & Ohara, 2015
- ishiharai (Matsui, 1994)
- jilanzhui Komarek & Hebauer, 2018
- kempi (d'Orchymont, 1922)
- komareki Yang & Jia, 2021
- longipalpus (Jia, 1998)
- longipenis Komarek & Hebauer, 2018
- luteilateralis (Minoshima & Fujiwara, 2009)
- masatakai Minoshima, Komarek & Ohara, 2015
- minutissimus (Kuwert, 1890)
- montanus Minoshima, Komarek & Ohara, 2015
- narusei (Satô, 1960)
- nepalensis Komarek, 2018
- niger Komarek & Hebauer, 2018
- ogatai Minoshima, 2016
- pauculus (Knisch, 1924)
- politus (M. Hansen, 1999)
- protentus Komarek, 2018
- pseudoniger Yang & Jia, 2021
- pullus Komarek, 2018
- puzhelongi (Jia, 2010)
- pygmaeus (Knisch, 1924)
- reductus Komarek & Hebauer, 2018
- reticuliceps Komarek & Hebauer, 2018
- robustus Komarek & Hebauer, 2018
- sabulosus Yang & Jia, 2021
- schoenmanni Komarek & Hebauer, 2018
- setifer Komarek & Hebauer, 2018
- splendens Komarek & Hebauer, 2018
- stagnalis (d'Orchymont, 1937)
- umbrosus Komarek & Hebauer, 2018
- uncinatus Komarek & Hebauer, 2018
- variabilis Komarek & Hebauer, 2018
- wangmiaoi Komarek & Hebauer, 2018
- yunnanensis Komarek & Hebauer, 2018

###### Рід Helochares Mulsant, 1844 (167 видів)*
Типовий вид: Dytiscus lividus Forster, 1771
В Палеарктиці — 30 видів, в Європі — 4, в Україні — 3
- anchoralis anchoralis Sharp, 1890
- andreinii d'Orchymont, 1939
- crenatuloides d'Orchymont, 1943
- crenatus Regimbart, 1903
- densus Sharp, 1890
- dilutus (Erichson, 1843)
- distinctus Jia & Tang, 2021
- fuliginosus d’Orchymont, 1932
- guoi Yang & Jia 2021
- hainanensis Dong & Bian, 2021
- lentus Sharp, 1890
- lividoides M. Hansen & Hebauer, 1988
- lividus (Forster, 1771)*
- mentinotus Kuwert, 1888
- minor d'Orchymont, 1925
- minusculus d'Orchymont, 1943
- negatus Hebauer, 1995
- neglectus (Hope, 1845)
- nigritulus Kuwert, 1889
- nipponicus Hebauer, 1995
- obliquus Mart, İncekara & Karaca, 2010
- obscurus (O.F. Müller, 1776)*
- pallens (W.S. MacLeay, 1825)
- punctatus Sharp, 1869*
- sauteri d'Orchymont, 1943
- sharpi (Kuwert, 1890)
- songi Jia & Tang, 2018
- tengchongensis Dong & Bian, 2021
- uenoi Matsui, 1995
- wuzhifengensis Dong & Bian, 2021

###### Рід Peltochares Regimbart, 1907 (8 видів)
Типовий вид: Peltochares conspicuus Regimbart, 1907
В Палеарктиці — 2 види.
- atropiceus (Regimbart, 1903)
- longipalpis (Murray, 1859)

###### Рід Crephelochares Kuwert, 1890 (29 видів)
Типовий вид: Helochares livornicus Kuwert, 1890
В Палеарктиці — 4 види, в Європі — 1.
- abnormalis (Sharp, 1890)
- livornicus (Kuwert, 1890)
- orbus (N. Watanabe, 1987)
- patrobus Jia & Tang, 2018

### Надродина Rygmodinae d’Orchymont, 1916 (18 родів, 48 видів)
Довжина тіла 2-9 мм; характеризується пухким розташуванням сегментів булави вусиків, відсутністю щиткових смуг, добре розвиненими анаплевральними швами, відсутністю апікальної виїмки на вентриті 5 і короткими середніми і задніми тарсомерами 1.
Австралійські, неотропічні та афротропічні роди. Зустрічаються переважно в лісовій підстилці, грибах, гниючій органічній речовині, іноді на краю водойм, на корінні трави, деяких видів приваблюють квіти. 

### Надродина Sphaeridiinae Latreille, 1802 (5 триб, 87 родів, 950 видів)*
Від дуже маленького до середнього розміру, 0,7-7,7 мм; характеризується (за кількома винятками) губою, втягнутою під кліпеус, субапікальним пучком щетинок на пальпомері губи 2; метатарсомером, 1 явно довшим за метатарсомер 2; мезовентритом, зрощеним із мезанепістернумом, наявністю добре вираженої піднятої серединної площадки на середньо грудях, та килеватим черевним вентритом 1.
Зустрічаються в усіх регіонах. Зазвичай наземні, багато видів у гнилій органічній речовині або в гної. Ця підродина характеризується тенденцією до вторгнення в наземне середовище, але їхні мікрожитла завжди мають високий вміст води.
В Палеарктиці — 26 родів, в Європі — 9, в Україні — 5.

##### Триба Coelostomatini L. Heyden, 1891 (18 родів, 204 види)*
Довжина тіла: 1,5-7,5 мм; характеризується наступними ознаками: гуларні шви тісно зібрані, мезовентрит міцно зрощений з анепістерною, з чітко вираженою передньосерединною ямкоподібною борозенкою, підвищення різко підняте до рівня метавентриту, довгий базальний сегмент середніх та задніх лап; III стерніт черевця з гострим серединним килем, епіплеври дуже широкі.
Наземний або водний спосіб життя. В розкладеній органічній речовині, у воді, інколи накопиченій в основах листя, і в мезенхімі стовбурів.
В Палеарктиці — 3 роди, в Європі — 2, в Україні — 1.

##### Рід Coelostoma Brullé, 1835 (113 видів)*
Типовий вид: Hydrophilus orbicularis Fabricius, 1775
В Палеарктиці — 34 види з трьох підродів, в Європі — 2, в Україні — 1.

###### Підрід Coelostoma Brulle, 1835*
Типовий вид: Hydrophilus orbicularis Fabricius, 1775
- fallaciosum d'Orchymont, 1936
- hispanicum Küster, 1848
- montanum Mouchamps, 1958
- orbiculare (Fabricius, 1775)*
- subditum d'Orchymont, 1936
- sulcatum Pu, 1963
- syriacum d'Orchymont, 1936
- vitalisi d'Orchymont, 1923
- vividum d'Orchymont, 1936

###### Підрід Holocoelostoma Mouchamps, 1958
Типовий вид: Hydrobius stultus Walker, 1858
- bhutanicum Jayaswal, 1972
- stultum (Walker, 1858)

###### Підрід Lachnocoelostoma Mouchamps, 1958
Типовий вид: Cyclonotum horni Regimbart, 1902
- bifidum Jia, Aston & Fikáček, 2014
- bipunctatum Jayaswal, 1972
- coomani d'Orchymont, 1932
- gentilii Jia, Aston & Fikáček, 2014
- hajeki Jia, Aston & Fikáček, 2014
- himalayanum Hebauer, 2002
- hongkongense Jia, Aston & Fikáček, 2014
- horni (Regimbart, 1902)
- huangi Jia, Aston & Fikáček, 2014
- jaculum Jia, Angus & Bian 2019
- jaechi Jia, Lin, Chan, Skale & Fikáček, 2017
- martensi Hebauer, 2002
- medianum Hebauer, 2002
- phallicum d'Orchymont, 1940
- phototropicum Jia, Angus & Bian, 2019
- rubens Hebauer, 2002
- surkhetensis Hebauer, 2002
- taiwanense Liu, Hu & Fikáček, 2020
- tangliangi Jia, Lin, Chan, Skale & Fikáček, 2017
- transcaspicum Reitter, 1906
- turnai Hebauer, 2006
- vagum d'Orchymont, 1940
- wui d'Orchymont, 1940

##### Рід Elocomosta Hansen, 1989 (1 вид)
Типовий вид: Elocomosta nigra Hansen, 1989
В Палеарктиці — 1вид.
- lilizheni Lin, Jia & Fikáček, 2016

##### Рід Dactylosternum Wollaston, 1854 (80 видів)
Типовий вид: Dactylosternum roussetii Wollaston, 1854 (= Sphaeridium abdominale Fabricius, 1792)
В Палеарктиці — 7 видів, в Європі — 1.
- abdominale (Fabricius, 1792)
- arabicum Balfour-Browne, 1951
- corbetti Balfour-Browne, 1942
- hydrophiloides (W.S. MacLeay, 1825)
- latum (Sharp, 1873)
- pui Jia, 2002
- vitalisi d'Orchymont, 1925

#### Триба Protosternini M. Hansen, 1991 (4 роди, 19 видів)
Довжина тіла: 1,7-3,5 мм. Характеризується передньолатеральним дугоподібним валиком на метавентриті, субп’ятикутною пластинкою на метавентриті; дуже широкими епіплеврами і товстою та вкороченою лапкою. Поширений на сході, о. Маврикій, о. Нова Гвінея. Наземні, в основному в гниючій органічній речовині.
В Палеарктиці — 1 рід.

##### Рід Protosternum Sharp, 1890 (9 видів)
Типовий вид: Protosternum atomarium Sharp, 1890
В Палеарктиці — 3 види
- abnormale (d'Orchymont, 1913)
- arunvallense Hebauer, 2002
- hainanense Fikáček, Liang, Hsiao, Jia & Vondracek, 2018

#### Триба Omicrini Smetana, 1975
Довжина: від 0,7 мм (Aculomicrus Smetana) до 3 мм. Характеризується добре склеротизованою та оголеною верхньою губою та різко відігнутим кліпеусом; інші аутапоморфії пов'язані зі спеціалізованими звичками харчування: рудиментарні нижні щелепи з перетинчастою верхівковою частиною та наявністю пари подовжених волохатих губних часток, які утворюють воронку разом із губними пальпами.
Поширені в східному та неотропічному регіонах. У рослинних залишках, харчуються соками гниючого листя і плодів.
В Палеарктиці — 7 родів.

##### Рід Oreomicrus Malcolm, 1980 (3 види)
Типовий вид: Oreomicrus explanatus Malcolm, 1980
В Палеарктиці — 1 вид
- tristis Bameul, 1994

##### Рід Paromicrus Scott, 1913 (14 видів)
Типовий вид: Paromicrus carinatus Scott, 1913
В Палеарктиці — 2 види
- affinis d'Orchymont, 1919
- annandalei d'Orchymont, 1919

##### Рід Psalitrus d'Orchymont, 1919 (36 видів)
Типовий вид: Psalitrus vandenbosscheae d'Orchymont, 1919
В Палеарктиці — 6 видів
- fallax Balfour-Browne, 1948
- masatakai Hoshina, 2007
- sauteri d'Orchymont, 1929
- smetanai Bameul, 1992
- temperei Bameul, 1992
- yamatensis Hoshina & Satô, 2005

##### Рід Omicrogiton d’Orchymont 1919 (4 види)
Типовий вид: Omicrogiton insularis d’Orchymont, 1919
В Палеарктиці — 4 види
- coomani Balfour-Browne, 1939
- hainanensis Jia, Lin, Li & Fikáček, 2015
- insularis d’Orchymont, 1919
- roberti Jia, Lin, Li & Fikáček, 2015

##### Рід Microgioton d'Orchymont, 1937 (8 видів)
Типовий вид: Mirogioton coomani d'Orchymont, 1937
В Палеарктиці —2 види
- coomani d’Orchymont 1937
- grandis Bameul, 1994

##### Рід Peratogonus Sharp, 1884 (3 види)
Типовий вид: Peratogonus reversus Sharp, 1884
В Палеарктиці — 2 види
- grandis Malcolm, 1981
- reversus Sharp, 1884

##### Рід Noteropagus d'Orchymont, 1919 (4 види)
Типовий вид: Noteropaguspolitus d'Orchymont, 1919
В Палеарктиці — 1 вид
- politus d'Orchymont, 1919

#### Триба Megasternini Mulsant, 1844 (49 родів, 550 видів)*
Зазвичай невеликі, більшість видів 1-3 мм, види Cetiocyon і Cercyon — до 7,5 мм. Характеризується такими ознаками: бічний край кліпеуса вирізаний, булава вусика щільна, бічні краї ментуму зближуються кпереду, без бахроми щетинок, передня частина з чітко окресленими борозенками для прийому булави вусика, мезовентрит з порожнинами для прийому прококси, вентрит III помітно подовжений, базальна комірка заднього крила дуже коротка, клиноподібна комірка відсутня, кубітальна шпора піднімається від кубітусу проксимально до медіокубітальної петлі, югальна частка відсутня. Задні тенторіальні борозенки деяких Megasternini великі й глибокі, а прококси широко розведені у деяких представників групи.
В Палеарктиці — 14 родів із двох підтриб, в Європі — 6, в Україні — 3.

#### Підтриба Megasternina Mulsant, 1844

##### Рід Armostus Sharp, 1890 (13 видів)
Типовий вид: Armostus optatus Sharp, 1890
В Палеарктиці — 8 видів
- amplelevatus (Jia, 1995)
- caudatus Hebauer, 2002
- crenulatus (Regimbart, 1903)
- cuneatus Hebauer, 2002
- nigricans Hoshina & Satô, 2006
- ohyamatensis Hoshina & Satô, 2006
- optatus Sharp, 1890
- schenklingi (d'Orchymont, 1914)

##### Рід Peltocercyon d'Orchymont, 1925 (2 види)
Типовий вид: Peltocercyon coomani d’Orchymont, 1925
В Палеарктиці — 2 види
- shigehisai Hoshina, 2018
- subopacipennis (Nakane, 1965)

##### Рід Cercyon Leach, 1817  (259 видів)*
Типовий вид: Dermestes melanocephalus Linnaeus, 1758
В Палеарктиці — 113 видів із восьми підродів, в Європі — 35, в Україні — 24.

###### Підрід Acycreon d'Orchymont, 1942
Типовий вид: Cercyon punctiger Knisch, 1921
- apiciflavus Hebauer, 2002
- punctiger Knisch, 1921

###### Підрід Arcocercyon Hebauer, 2003
Типовий вид: Cercyon dieganus Regimbart, 1903
- circumcinctus Reitter, 1889
- dieganus Regimbart, 1903

###### Підрід Cercyon Leach, 1817*
Типовий вид: Dermestes melanocephalus Linnaeus, 1758
- abeillei Guillebeau, 1896
- aequalipunctus Hebauer, 2002
- algarum Sharp, 1873
- alinae Ryndevich, 2004
- alpinus Vogt, 1969*
- aptus Sharp, 1873
- arenarius Rey, 1885
- bellus Jia, Liang, Ryndevich & Fikáček, 2019
- berlovi Shatrovskiy, 1999
- bifenestratus Kuster, 1851*
- biltoni Jia, Liang, Ryndevich & Fikáček, 2019
- bononiensis Chiesa, 1964
- borealis Baranowski, 1985
- castaneipennis Vorst, 2009
- convexiusculus Stephens, 1829*
- costiventris Hebauer, 2002
- costulipennis Nakane, 1966
- cultriformis Wu & Pu, 1995
- depressus Stephens, 1829*
- deserticola Fikáček, Gentili & Short, 2010
- dilutus Regimbart, 1903
- divisus Hebauer, 2002
- dux Sharp, 1873
- emarginatus Baranowski, 1985
- fmbriatus Mannerheim, 1852
- flavimarginatus Ryndevich, Jia & Fikáček  2017
- granarius Erichson, 1837*
- haemorrhoidalis (Fabricius, 1775)*
- hebaueri Ryndevich, 2007
- impressus (Sturm, 1807)*
- inquinatus Wollaston, 1854
- jonensis Nakane, 1965
- kabaki Ryndevich, 2004
- korbianus Kniz, 1912
- kryzhanovskii Shatrovskiy, 1989
- kubani Ryndevich, Jia & Fikáček  2017
- lateralis (Marsham, 1802)*
- lencoranus Kuwert, 1890
- littoralis (Gyllenhal, 1808)*
- lividulus d'Orchymont, 1926b: 204 A: BT ORR
- longulus Hebauer, 2002
- marinus Thomson, 1853*
- medvedorum Shatrovskiy, 1999
- melanocephalus (Linnaeus, 1758)*
- mirandulus Hebauer, 2002
- moroderi Dodero, 1932
- nigriceps (Marsham, 1802)*
- numerosus Shatrovskiy, 1989
- obsoletus (Gyllenhal, 1808)*
- olibrus Sharp, 1874
- omjenus Hebauer, 2002a: 45 A: NP
- ovillus Motschulsky, 1860
- paranigriceps Ryndevich & Hebauer, 2010
- parametricus Hebauer, 2002
- peltoides Hebauer, 2002
- pentatomicus Hebauer, 2002
- pseudodilutus Satô, 1979
- pygmaeus (Illiger, 1801)*
- quisquilius (Linnaeus, 1760)*
- renneri Hebauer, 1997
- rhomboidalis Perris, 1874
- rotundulus Sharp, 1884
- rufinotus Hebauer, 2002
- rufosuturatus Hebauer, 2002
- saluki Ryndevich, 1998
- scaevus Hebauer, 2002
- sculptus Hebauer, 2002
- sericatus Hebauer, 2002
- setiger Wu & Pu, 1995
- setulosus Sharp, 1884
- shinanensis Nakane, 1965
- spatiferides Newton, 2015
- sternalis Sharp, 1918*
- strandi Roubal, 1938
- subsulcatus Rey, 1885*
- sundukovi Ryndevich, Hoshina & Prokin, 2019
- symbion Shatrovskiy, 1989
- tabellarius Hebauer, 2002
- tatricus Endrody-Younga, 1967*
- terminates (Marsham, 1802)*
- torquatus Hebauer, 2002
- tristis (Illiger, 1801)*
- uenoi Satô, 1984
- undulipennis Ryndevich, Jia & Fikáček  2017
- unipunctatus (Linnaeus, 1758)*
- unipustulatus Nakane, 1982
- ustus Sharp, 1874
- verus Shatrovskiy, 1989
- wui M. Hansen, 1999
- yayeyama Chujo & Satô, 1970

###### Підрід Clinocercyon d'Orchymont, 1942
Типовий вид: Cercyon grandis Laporte, 1840
- aequalis Sharp, 1884
- hanseni Jia, Fikáček  & Ryndevich, 2011
- incretus d'Orchymont, 1941
- lineolatus (Motschulsky, 1863)
- nepalensis Ryndevich, 2011
- placidus Sharp, 1884
- primoricus Ryndevich & Prokin, 2017
- retius Ryndevich & Prokin, 2017
- rubicundus Sharp, 1884

###### Підрід Conocercyon Hebauer, 2003
Типовий вид: Cercyon crenatostriatus Regimbart, 1903
- sanaii Hoshina, 2008
- vagus Sharp, 1884

###### Підрід Dicyrtocercyon Ganglbauer, 1904
Типовий вид: Sphaeridium ustulatum Preyssler, 1790
- diversipunctus Hebauer, 2002
- ustulatus (Preyssler, 1790)*

###### Підрід Paracercyon Seidlitz, 1888
Типовий вид: Hydrophilus analis Paykull, 1798
- analis Paykull, 1798*
- honorabilis Shatrovskiy, 1999

###### Підрід Paracycreon d'Orchymont, 1942
Типовий вид: Cercyon hova Regimbart, 1903
- laminatus Sharp, 1873*
- maculosus Hebauer, 2002
- noctuabundus Shatrovskiy, 1992
- subsolanus Balfour-Browne, 1939

##### Рід Nipponocercyon Satô, 1963 (1 вид)
Типовий вид: Nipponocercyon shibatai Satô, 1963
В Палеарктиці — 3 види
- satoi Fikáček, Jia & Ryndevich, 2015
- shibatai Satô, 1963
- sichuanicus (Ryndevich, 2005)

##### Рід Himalcercyon Hebauer, 2002 (2 види)
Типовий вид: Cercyon mirus Hebauer, 2002
В Палеарктиці — 2 види
- franzi Jia, Liang & Fikáček, 2020
- mirus Hebauer, 2002

##### Рід Pelosoma Mulsant, 1844 (21 вид)
Типовий вид: Pelosoma lafertei Mulsant, 1844
В Палеарктиці —1 вид, в Європі — 1.
- lafertei Mulsant, 1844

##### Рід Paroosternum Scott, 1913 (9 видів)
Типовий вид: Paroosternum degayanum Scott, 1913
В Палеарктиці — 2 види
- saundersi d'Orchymont, 1925
- sorex (Sharp, 1874)

##### Рід Oreosternum Jia, Liang & Fikáček, 2020 (1 вид)
Типовий вид: Oreocyon frigidus Hebauer, 2002
В Палеарктиці — 1 вид
- frigidus (Hebauer, 2002)

##### Рід Emmidolium d'Orchymont, 1937 (1 вид)
Типовий вид: Emmidolium excavatum d'Orchymont, 1937
В Палеарктиці — 1 вид
- excavatum d'Orchymont, 1937

##### Рід Pacrillum d'Orchymont, 1941 (5 видів)
Типовий вид: Pacrillum chinense d'Orchymont, 1941
В Палеарктиці — 4 види
- chinense d'Orchymont, 1941
- cycrilloideum Fikáček  & Hebauer, 2006
- lucidum (Shatrovskiy, 1989)
- manchuricum d'Orchymont, 1941

##### Рід Megasternum Mulsant, 1844 (24 види)*
Типовий вид: Dermestes obscurus Marsham, 1802 (= Dermestes concinnus Marsham, 1802)
В Палеарктиці — 4 види, в Європі — 3, в Україні — 1.
- concinnum (Marsham, 1802)
- immaculatum (Stephens, 1829)
- japonicum Shatrovskiy, 1989
- prometheus Shatrovskiy, 1990

##### Рід Pachysternum Motschulsky, 1863 (21 вид)
Типовий вид: Pachysternum nigrovittatum Motschulsky, 1863
В Палеарктиці — 9 видів, в Європі — 1
- apicatum Motschulsky, 1863
- brunneum Balfour-Browne, 1951
- capense (Mulsant, 1844)
- cardoni d'Orchymont, 1926
- haemorrhoum Motschulsky, 1866
- kubani Fikáček, Jia & Prokin, 2012
- nigrovittatum Motschulsky, 1863
- rugosum Fikáček, Jia & Prokin, 2012: 38 A: GAN SHA
- stevensi d'Orchymont, 1926

##### Рід Cryptopleurum Mulsant, 1844 (24 види)*
Типовий вид: Sphaeridium minutum Fabricius, 1775
В Палеарктиці — 7 видів, в Європі — 3, в Україні — 3.
- coomani d’Orchymont, 1926
- crenatum (Kugelann, 1794)*
- ferrugineum Motschulsky, 1863
- minutum (Fabricius, 1775)*
- pygmaeum d'Orchymont, 1913
- subtile Sharp, 1884*
- sulcatum Motschulsky, 1863

#### Підтриба Oosternina Arriaga-Varela, Sykora & Fikáček, 2021

##### Рід Oosternum Sharp, 1882 (28 видів)
Типовий вид: Oosternum costatum Sharp, 1882 (= Oosternum sharpi M. Hansen, 1999)
В Палеарктиці — 11 видів, в Європі — 1
- atramentarium Hebauer, 2002
- okinawaense Hoshina, 2011
- robiginosum Hebauer, 2002
- rudicolle Hebauer, 2002
- sericicolle Hebauer, 2002
- sharpi M. Hansen, 1999
- shigehisai Hoshina & Satô, 2004
- soricoides d'Orchymont, 1941
- sugitai Hoshina, 2009
- takedai Hoshina & Satô, 2005
- toshiiei Hoshina & Satô, 2004

#### Триба Sphaeridiini Latreille, 1802 (1 рід, 42 види)*
Довжина тіла: 2,7-7,7 мм; характеризується окремо заокругленими верхівками надкрил, що оголюють кінчик черевця, подовженим щитком, остистими про- і мезовентритами, сильно розширеними шипами на середніх і задніх гомілках, збільшеними передніми лапками самців, характерним присмоктальним диском на максиллах, і 8-члениковими антенами.
Усі регіони. Переважно в гної та гнилих речовинах.

##### Рід Sphaeridium Fabricius, 1775 (42 види)*
Типовий вид: Dermestes scarabaeoides Linnaeus, 1758
В Палеарктиці — 16 видів, в Європі — 6, в Україні — 5.
- bipustulatum Fabricius, 1781*
- caffrum Laporte, 1840
- daemonicum Fikáček  & Kropacek, 2015
- densepunctatum Berlov & Shatrovskiy, 1989
- dimidiatum Gory, 1834
- discolor d'Orchymont, 1933
- exile Boheman, 1851
- lunatum Fabricius, 1792*
- marginatum Fabricius, 1787*
- quinquemaculatum Fabricius, 1798
- reticulatum d'Orchymont, 1929
- scarabaeoides (Linnaeus, 1758)*
- senegalense Laporte, 1840
- seriatum d'Orchymont, 1913
- severini d'Orchymont, 1919
- substriatum Faldermann*